# 1964-es magyar labdarúgókupa
Az 1964-es magyar kupa első mérkőzését 1964. július 8-án játszották, az döntőt 1964. november 7-én rendezték meg.
A Bp. Honvéd története során másodszor hódította el a trófeát a 2011–12-es magyar kupa döntőjében.
A finálét a Bp. Honvéd 1–0 arányban nyerte meg a Győri ETO ellenében. Ezzel története második kupagyőzelmét szerezte meg.

## Kiírás
A Magyar Labdarúgó Szövetség elnöksége 1964. január 27-i ülésén készítette el a Magyar Népköztársasági Kupa (MNK) kiírását.
- A mérkőzés sorozatot naptári év szerint rendezték meg.
- A selejtezőket a tavaszi bajnoki rajt előtt kellett lebonyolítani.
- A selejtezőket a területi labdarúgó szövetségek bonyolították le.
- A főtáblára megyénként 4, Budapestről 18 (összesen 94) csapat került a selejtezőkből.
- A főtábla mérkőzéseit az MLSZ bonyolította le.
- Az NB-s csapatok a főtáblán (256 csapat) kapcsolódtak be a küzdelmekbe. (96 NB III, 36 NB II, 16 NB I B, 14 NB I-es klub)
- A főtáblán egy mérkőzésen dőlt el a továbbjutó kiléte.
- Az NB-s valamint a megyei I és Budapest I. osztályú csapatok indulása kötelező.
- Az első három fordulóban a játékoscsere engedélyezett volt.
- A főtáblán, döntetlen esetén a továbbjutás a következőképpen dőlt el:
  - Azonos osztályú csapatok esetén a vendég csapat jutott tovább
  - Különböző osztályú csapatok esetén, az alacsonyabb szintű bajnokságban szereplő egyesület jutott tovább.
  - Az elődöntőben kétszer 15 perces hosszabbítást rendeztek. Ha ezt követően is döntetlen maradt az állás, akkor sorsolással dőlt el a továbbjutás.
- A döntőt, ha a hosszabbításban sem dőlt el a mérkőzés, újra kellett játszani.
- Az MNK nevezési határideje 1964. február 15.[1]

## Selejtezők

### Budapest
127 csapat nevezett. Az első fordulóban 17 egyesület erőnyerő volt. A többi klub egy mérkőzésen döntötte el a továbbjutást. A második körben, a 72 csapat két mérkőzésen küzdött meg egymással. A harmadik fordulóban a maradék 36 csapat egy mérkőzésen döntötte el, kik jutottak a főtáblára.

## Eredmények

### 1. forduló
Hivatalos játéknap: 1964. július 22.
| 1. csapat                            | Eredmény | 2. csapat                             |
| ------------------------------------ | -------- | ------------------------------------- |
| 1964. július 8.                      |          |                                       |
| Győri ETO (NB I)                     | 3–1      | Soproni Textiles (NB III)             |
| Kaposvári Kinizsi (NB III)           | 1–3      | Pécsi Dózsa SC (NB I)                 |
| Mohácsi TE (NB III)                  | 1–2      | Komlói Bányász (NB I)                 |
| Székesfehérvári Honvéd (NB III)      | 1–3      | Tatabányai Bányász (NB I)             |
| Csongrádi Petőfi (NB III)            | 0–3      | Újpesti Dózsa (NB I)                  |
| Gyulai MEDOSZ (NB III)               | 3–2      | Szegedi EAC (NB I)                    |
| Hajdúszoboszlói Spartacus (NB III)   | 1–4      | Debreceni VSC (NB I)                  |
| Veszprémi Vasas TC (NB III)          | 1–11     | Vasas SC (NB I)                       |
| Gyöngyösi Spartacus (NB III)         | 2–2      | Diósgyőri VTK (NB I)                  |
| Komáromi Textiles (NB III)           | 0–2      | Csepel SC (NB I)                      |
| Mosoni Vasas (NB III)                | 1–8      | Dorogi Bányász (NB I)                 |
| Jászberényi Lehel (NB II)            | 0–1      | MTK (NB I)                            |
| 1964. július 15.                     |          |                                       |
| Balassagyarmati Dózsa (NB III)       | 1–3      | Salgótarjáni BTC (NB IB)              |
| 1964. július 18.                     |          |                                       |
| Honvéd Budai Nagy Antal SE (Bp. I.)  | ?–?      | Budapesti EAC (NB III)                |
| Testvériség SE (Bp. I.)              | ?–?      | Kőbányai Tűzálló SK (NB III)          |
| 1964. július 19.                     |          |                                       |
| Mosonszentjános (megye I.)           | 0–7      | MÁV DAC II (?)                        |
| Lenti VM (megye I.)                  | 1–1      | Nagykanizsai VTE (NB III)             |
| Szombathelyi Cipőgyár (?)            | 3–0      | Győri MÁV DAC (NB IB)                 |
| Budaörsi SC (megye II.)              | 4–1      | Annavölgyi Bányász (NB III)           |
| Soltvadkerti TE (megye I)            | 2–3      | Kalocsai Kinizsi (NB III)             |
| Vásárosnaményi SE (?)                | 3–2      | Kisvárdai Vasas (NB III)              |
| Nagyhalászi Textiles (megye I)       | 2–2      | Nyíregyháza Spartacus (NB III)        |
| Bagi TSZ SK (megye I)                | 4–2      | Rákoscsaba (?)                        |
| Kecskeméti Fémmunkás (megye I)       | 0–1      | Kecskeméti TE (NB III)                |
| Nagymányoki Brikett (NB III)         | 4–2      | Pécsi Sopianae (?)                    |
| Szombathelyi Dózsa (megye I)         | 3–2      | Szombathelyi Vasas (NB III)           |
| 1964. július 22.                     |          |                                       |
| Martfű (NB III)                      | 1–4      | Ferencvárosi TC (NB I)                |
| Kiskunhalasi MEDOSZ (NB III)         | 1–4      | Bp. Honvéd (NB I)                     |
| Csepregi MEDOSZ (Megye I)            | 3–2      | Soproni VSE (NB III)                  |
| Kapuvár (?)                          | 3–1      | Győri Dózsa (NB II)                   |
| Nagykanizsai Bányász (NB III)        | 2–5      | Szombathelyi Haladás (NB IB)          |
| Zalaegerszegi Előre (?)              | 1–2      | Nagykanizsai Dózsa (NB III)           |
| Andráshidai MEDOSZ (megye I)         | 1–5      | Zalaegerszegi TE (NB II)              |
| Szombathelyi Spartacus (megye I)     | 0–0      | Szombathelyi Pamutipar (NB III)       |
| Szombathelyi Postás (megye I)        | 1–1      | Kőszegi Textiles (NB III)             |
| Lábodi MEDOSZ (megye I)              | 3–1      | Taszári Honvéd (NB III)               |
| Barcsi VSE (megye I)                 | 0–3      | Kaposvári Honvéd (NB II)              |
| Kaposvári Dózsa (megye I)            | 3–1      | Dombóvári VSE (NB III)                |
| Pécsi Ércbányász (megye I)           | 4–0      | Pécsszabolcsi Bányász (NB III)        |
| Bólyi MEDOSZ (megye I)               | 2–0      | Pécsi VSK (NB II)                     |
| Ajkai SE (megye I)                   | 2–5      | Veszprémi Haladás Petőfi (NB II)      |
| Péti MTE (megye I)                   | 1–2      | Várpalotai Bányász (NB III)           |
| Nyirád (megye I)                     | 4–4      | Ajkai Bányász (NB III)                |
| Bonyhádi Vasas (megye I)             | 3–1      | Máza-Szászvári Bányász (NB III)       |
| Tamási TSZ SK (megye I)              | 1–1      | Szekszárdi Petőfi (NB III)            |
| Faddi TSZ SK (megye I)               | 1–5      | Szekszárdi Dózsa (NB III)             |
| Sárszentmiklósi TSZ SK (?)           | 3–4      | Székesfehérvári MÁV Előre (NB II)     |
| Székesfehérvári Alba Regia (megye I) | 2–8      | Balinkai Bányász (NB III)             |
| Enying (megye I)                     | 1–1      | Siófoki Bányász (NB III)              |
| Piliscsév (?)                        | 1–1      | Pilisi Bányász (NB III)               |
| Tatai SZSE (megye I)                 | 0–8      | Nyergesújfalui Viscosa (NB III)       |
| Tatai Honvéd (megye I)               | 5–1      | Esztergomi Vasas (NB II)              |
| Marcali Vörös Meteor (megye I)       | 2–3      | Keszthelyi Haladás (NB III)           |
| Zalaszentgróti MEDOSZ (?)            | 1–5      | Zalaegerszegi Dózsa (NB II)           |
| Pécsi Vasas (megye I)                | 0–3      | Pécsi Bőrgyári TC (NB II)             |
| Pápai Spartacus (megye I)            | 0–3      | Oroszlányi Bányász SK (NB IB)         |
| Sárisápi Bányász (NB III)            | 2–0      | Tokodi Bányász (NB III)               |
| Dunakeszi VSE (megye II)             | 2–1      | Váci Vasas (NB III)                   |
| Bácsalmási MEDOSZ (megye I)          | 3–0      | Bajai Építők (NB III)                 |
| Dunaújvárosi Kinizsi (megye I)       | 2–1      | Kalocsai Honvéd (NB III)              |
| Makói Spartacus (?)                  | 4–3      | Szegedi VSE (NB II)                   |
| Szegedi Textilművek (megye I)        | 1–3      | Makói Vasas (NB III)                  |
| Dorozsma (?)                         | 1–3      | Újszegedi TC (NB III)                 |
| Békéscsabai Agyagipar (megye II)     | 3–3      | Hódmezővásárhelyi MEDOSZ (NB III)     |
| Mezőkovácsházi Petőfi (megye I)      | 5–1      | Mezőhegyesi MEDOSZ (NB III)           |
| Sarkadi Kinizsi (megye I)            | 0–1      | Békéscsabai MÁV (megye I)             |
| Honvéd Kilián SE (?)                 | 1–1      | Mezőtúri Honvéd (NB III)              |
| Szolnoki Olajbányász (megye I)       | 1–1      | Törökszentmiklósi Vasas (NB III)      |
| Nádudvari TSZ SK (?)                 | 1–2      | Debreceni Honvéd (NB III)             |
| Sárrétudvari TSZ SK (?)              | 5–2      | Debreceni Dózsa (NB II)               |
| Debreceni Előre (megye I)            | 0–10     | Debreceni EAC (NB III)                |
| Honvéd Asztalos János SE (?)         | 3–1      | Nyíregyházi MSE (NB II)               |
| Bélapátfalvai Építők (megye I)       | 0–2      | Egercsehi Bányász (NB III)            |
| Siroki Vasas (?)                     | 2–1      | Egri Dózsa (NB II)                    |
| Gyöngyösi Honvéd (NB III)            | 4–0      | Gyöngyösoroszi Bányász (megye I)      |
| Somsályi Bányász (NB III)            | 1–3      | Ózdi Kohász (NB IB)                   |
| Alberttelepi Bányász (?)             | 4–1      | Rudabányai (NB III)                   |
| Honvéd Papp József SE (megye I)      | 3–0      | Kazincbarcikai MTK (NB III)           |
| Felsőzsolcai MEDOSZ (megye I)        | 2–2      | Edelényi Bányász (NB III)             |
| Szuhavölgyi Bányász (NB III)         | 1–0      | Miskolci Bányász (NB II)              |
| Tiszaszederkény (megye I)            | 3–0      | Debreceni Gördülőcsapágygyár (NB III) |
| Debreceni Kinizsi (megye I)          | 3–1      | Nyíregyházi VSC (NB III)              |
| Miskolci ÉMTE (NB III)               | 1–1      | Borsodi Bányász (NB IB)               |
| Hatvani MÁV AC (megye I)             | 1–3      | Jászberényi Vasas (NB III)            |
| Kenderesi MEDOSZ (?)                 | 2–2      | Szolnoki MTE (NB II)                  |
| Pilisi SK (megye II)                 | 1–1      | Ceglédi VSE (NB III)                  |
| Zagyvapálfalvai Bányász (megye I)    | 4–2      | Kisterenyei Bányász (NB II)           |
| Salgótarjáni Zománcgyár (megye I)    | 2–0      | Baglyasaljai Bányász (NB II)          |
| Salgótarjáni Üveggyár (megye I)      | 1–4      | Salgótarjáni Kohász (NB III)          |
| Egri Honvéd (NB III)                 | 3–7      | Miskolci VSC (NB IB)                  |
| Petőfibányai Bányász (NB III)        | 4–0      | Mizserfai Bányász (megye I)           |
| Zagyvapálfalvai Építők (NB III)      | 0–1      | Nagybátonyi Bányász (NB II)           |
| Békéscsabai Honvéd (NB III)          | 1–4      | Békéscsabai Előre (NB II)             |
| Kiskunfélegyházi Vasas (megye I)     | 2–1      | Kecskeméti Dózsa (NB II)              |
| Szegedi Spartacus (megye I)          | 1–3      | Szegedi Építők (NB III)               |
| Szarvasi Spartacus (megye I)         | 1–1      | Orosházi Kinizsi (NB III)             |
| Nagykőrösi Kinizsi (NB III)          | 3–2      | Bp. Előre (NB II)                     |
| Sörgyár (Budapest I)                 | 2–1      | KISTEXT (NB II)                       |
| Kartali MEDOSZ (NB III)              | 0–0      | Bp. Spartacus (NB II)                 |
| Fővárosi Autóbusz (NB II)            | 2–2      | Budafoki MTE (NB IB)                  |
| Ercsi Kinizsi (NB III)               | 0–1      | Székesfehérvári VT (NB IB)            |
| Erzsébeti Spartacus (Budapest I)     | 1–1      | Csepel Autó (NB III)                  |
| Bp. Vegyiművek (Budapest I)          | 1–3      | Goldberger (NB III)                   |
| HM Épületkarbantartó (Budapest II)   | 2–6      | Elektromos (NB III)                   |
| Pénzügyőrök (NB III)                 | 2–1      | Egyetértés (NB IB)                    |
| Ikarus (NB III)                      | 2–2      | BVSC (NB IB)                          |
| Magyar Pamut (Budapest I)            | 3–0      | Magyar Acél (NB III)                  |
| Építőgépgyár (Budapest I)            | 6–1      | Hajógyár (NB III)                     |
| Telefongyár (Budapest I)             | 5–5      | Chinoin (NB III)                      |
| Erdért (Budapest I)                  | 2–1      | Autótaxi (NB III)                     |
| Vasas Dinamó (NB III)                | 0–5      | Szállítók (NB IB)                     |
| Újpesti Cérna (Budapest I)           | 2–3      | Sashalom (NB III)                     |
| Tűzoltó Dózsa (NB III)               | 0–2      | Ganz-MÁVAG (NB IB)                    |
| Törökőri Fémbútor (Budapest I)       | 3–1      | Erzsébeti VTK (NB II)                 |
| Bp. 1. sz. ÉPFU (Budapest I)         | 3–0      | Kőbányai Lombik (NB II)               |
| III. kerületi TTVE (NB II)           | 0–2      | Láng SK (NB IB)                       |
| Zuglói Danuvia (Budapest I)          | 2–5      | Budai Spartacus (NB II)               |
| Teherautójavító (Budapest I)         | 4–3      | Traktorgyár (NB II)                   |
| 1964. július 23.                     |          |                                       |
| ÉM Gép (Budapest II)                 | 1–2      | Vasas Izzó (NB II)                    |
| Kunszentmártoni Vörös Meteor (?)     | 1–3      | Szolnoki MÁV (NB II)                  |
| Április 4. Vasas (Budapest I)        | 3–1      | Statisztika (NB III)                  |
| Győri Textiles (megye I)             | 2–0      | Pápai Textiles (NB II)                |
| Győrsövényházi TSZ SK (?)            | 2–4      | Mosonmagyaróvári TE (NB II)           |
| Ácsi Kinizsi (megye I)               | 1–2      | Almásfüzitői Timföld (NB III)         |
| 1964. július 25.                     |          |                                       |
| Mátészalkai MEDOSZ (megye I)         | –        | Nagykállói MEDOSZ (NB III)            |

| 1. csapat                             | Eredmény | 2. csapat                   |
| ------------------------------------- | -------- | --------------------------- |
| Paksi Kinizsi (megye I)               | Elmaradt | Dunaújvárosi Kohász (NB IB) |
| Pécsi EAC (NB III)                    | Elmaradt | Pécsi Bányász (NB II)       |
| Testnevelési Főiskola SE (Budapest I) | Elmaradt | Újlaki FC (NB III)          |

## Eredmények

### 2. forduló
Hivatalos játéknap: 1964. július 29.
| 1. csapat                         | Eredmény         | 2. csapat                           |
| --------------------------------- | ---------------- | ----------------------------------- |
| 1964. július 26.                  |                  |                                     |
| Budaörsi SC (megye II)            | 2–0              | Sárisápi Bányász (NB III)           |
| Bagi TSZ SK (megye I)             | 0–0              | Miskolci VSC (NB IB)                |
| 1964. július 29.                  |                  |                                     |
| Csepregi MEDOSZ (megye I)         | 0–5              | Győri ETO (NB I)                    |
| Nagykanizsai Dózsa (NB III)       | 0–3              | Szombathelyi Haladás (NB IB)        |
| Lenti Vörös Meteor (megye I)      | 0–1              | Zalaegerszegi TE (NB II)            |
| Szombathelyi Spartacus (megye I)  | 0–2              | Szombathelyi Cipőgyár (?)           |
| Kaposvári Dózsa (megye I)         | 0–2              | Pécsi Dózsa (NB I)                  |
| Lábodi MEDOSZ (megye I)           | 1–3              | Kaposvári Honvéd (NB II)            |
| Pécsi Ércbányász (megye I)        | 0–0              | Komlói Bányász (NB I)               |
| Bólyi MEDOSZ (megye I)            | 7–2              | Nagymányoki Brikett (NB III)        |
| Veszprémi Haladás Petőfi (NB II)  | 2–4              | Vasas SC (NB I)                     |
| Várpalotai Bányász (NB III)       | 1–1              | Nyirádi Bányász (megye I)           |
| Bonyhádi Vasas (megye I)          | 8–1              | Tamási TSZ SK (megye I)             |
| Szekszárdi Dózsa (NB III)         | 1–6              | Dunaújvárosi Kohász (NB IB)         |
| Balinkai Bányász (NB III)         | 4–3              | Tatabányai Bányász (NB I)           |
| Enying (megye I)                  | 1–2              | Székesfehérvári MÁV Előre (NB II)   |
| Győri Textiles (megye I)          | 1–9              | Dorogi Bányász (NB I)               |
| Almásfüzitői Timföld (NB III)     | 4–0              | Mosonmagyaróvári TE (NB II)         |
| Tatai Honvéd (megye I)            | 1–1 félbeszakadt | Csepel SC (NB I)                    |
| Piliscsévi Bányász (?)            | 1–6              | Nyergesújfalui Viscosa (NB III)     |
| Zalaegerszegi Dózsa (NB II)       | 2–1              | Pécsi Bányász (NB II)               |
| Keszthelyi Haladás (NB III)       | 0–5              | Pécsi Bőrgyári TC (NB II)           |
| Dunakeszi VSE (megye II)          | 0–3              | Oroszlányi Bányász SK (NB IB)       |
| Dunaújvárosi Kinizsi (megye I)    | 0–8              | Bp. Honvéd (NB I)                   |
| Bácsalmási MEDOSZ (megye I)       | 2–0              | Kalocsai Kinizsi (NB III)           |
| Újszegedi TC (NB III)             | 2–2              | Újpesti Dózsa (NB I)                |
| Makói Spartacus (?)               | 0–3              | Makói Vasas (NB III)                |
| Mezőkovácsházi Petőfi (megye I)   | 1–1              | Gyulai MEDOSZ (NB III)              |
| Békéscsabai Agyagipar (megye II)  | 1–4              | Békéscsabai MÁV ()                  |
| Honvéd Kilián (?)                 | 2–13             | Ferencvárosi TC (NB I)              |
| Szolnoki Olajbányász (megye I)    | 2–3              | Szolnoki MÁV (NB II)                |
| Debreceni Honvéd (NB III)         | 2–1              | Debreceni EAC (NB III)              |
| Honvéd Asztalos János SE (?)      | 2–0              | Vásárosnaményi SE (?)               |
| Mátészalkai MEDOSZ (megye I)      | 5–0              | Nagyhalászi Textiles (megye I)      |
| Egercsehi Bányász (NB III)        | 2–1              | Siroki Vasas (?)                    |
| Gyöngyösi Honvéd (NB III)         | 0–0              | Gyöngyösi Spartacus (NB III)        |
| Felsőzsolcai MEDOSZ (megye I)     | 1–0              | Ózdi Kohász (NB IB)                 |
| Alberttelepi Bányász (?)          | 0–2              | Honvéd Papp József SE (megye I)     |
| Szuhavölgyi Bányász (NB III)      | 2–2              | Debreceni Kinizsi (megye I)         |
| Tiszaszederkény (megye I)         | 4–2              | Miskolci ÉMTE (NB III)              |
| Kenderesi MEDOSZ (?)              | 1–10             | MTK (NB I)                          |
| Pilisi SK(megye II)               | 2–2              | Jászberényi Vasas (NB III)          |
| Salgótarjáni Kohász (NB III)      | 0–4              | Salgótarjáni BTC (NB IB)            |
| Salgótarjáni Zománcgyár (megye I) | 2–0              | Zagyvapálfalvi Bányász (megye I)    |
| Petőfibányai Bányász (NB III)     | 1–5              | Nagybátonyi Bányász (NB II)         |
| Békéscsabai Előre ()              | 2–2              | Kiskunfélegyházi Vasas (megye I)    |
| Szarvasi Spartacus (megye I)      | 2–3              | Szegedi Építők (NB III)             |
| Nagykőrösi Kinizsi (NB III)       | 3–2              | Kartali MEDOSZ (NB III)             |
| Sörgyár (Budapest I)              | 4–1              | Kecskeméti TE (NB III)              |
| Fővárosi Autóbusz (NB II)         | 0–5              | Honvéd Budai Nagy Antal SE (Bp. I.) |
| Április 4. Vasas (Budapest I)     | 0–1              | Székesfehérvári VT (NB IB)          |
| Erzsébeti Spartacus (Budapest I)  | 2–1              | Pénzügyőrök (NB III)                |
| Elektromos (NB III)               | 3–3              | Goldberger (NB III)                 |
| Telefongyár (Budapest I)          | 3–1              | Magyar Pamut (Budapest I)           |
| Építőgépgyár (Budapest I)         | 1–2              | Ikarus (NB III)                     |
| Erdért (Budapest I)               | 1–0              | Sashalom (NB III)                   |
| Újlaki FC (NB III)                | 1–1              | Szállítók (NB IB)                   |
| Törökőri Fémbútor (Budapest I)    | 1–6              | Ganz- MÁVAG (NB IB)                 |
| Testvériség SE (Budapest I)       | 0–0              | Kőbányai Lombik (NB II)             |
| Budai Spartacus (NB II)           | 1–2              | Láng SK (NB IB)                     |
| Vasas Izzó (NB II)                | 5–1              | Teherautójavító (Budapest I)        |
| 1964. július 30.                  |                  |                                     |
| Szombathelyi Postás (megye I)     | 1–0              | Szombathelyi Dózsa (megye I)        |
| Sárrétudvari TSZ SK (?)           | 2–8              | Debreceni VSC (NB IB)               |
| 1964. ?                           |                  |                                     |
| Győri Dózsa (NB II)               | ?–?              | MÁV DAC II (?)                      |

### 3. forduló
Hivatalos játéknap: 1964. augusztus 5.
| 1. csapat                               | Eredmény | 2. csapat                         |
| --------------------------------------- | -------- | --------------------------------- |
| 1964. augusztus 5.                      |          |                                   |
| Győri Dózsa (NB II)                     | 2–6      | Győri ETO (NB I)                  |
| Zalaegerszegi TE (NB II)                | 4–3      | Szombathelyi Haladás (NB IB)      |
| Kaposvári Honvéd (NB II)                | 1–1      | Pécsi Dózsa (NB I)                |
| Bolyi MEDOSZ (megye I)                  | 1–1      | Pécsi Ércbányász (megye I)        |
| Nyirádi Bányász (megye I)               | 1–4      | Vasas SC (NB I)                   |
| Bonyhádi Vasas (megye I)                | 3–3      | Dunaújvárosi Kohász (NB IB)       |
| Balinkai Bányász (megye I)              | 1–4      | Székesfehérvári MÁV Előre (NB II) |
| Almásfüzitői Timföld (NB III)           | 0–3      | Dorogi Bányász (NB I)             |
| Nyergesújfalui Viscosa (NB III)         | 1–3      | Csepel SC (NB I)                  |
| Pécsi Bőrgyári TC (NB II)               | 1–1      | Zalaegerszegi Dózsa (NB II)       |
| Budaörsi SC (megye II)                  | 1–2      | Oroszlányi Bányász (NB IB)        |
| Bácsalmási MEDOSZ (megye I)             | 0–8      | Bp. Honvéd (NB I)                 |
| Makói Vasas (NB III)                    | 1–2      | Újszegedi TC (NB III)             |
| Mezőkovácsházi Petőfi (megye I)         | 1–2      | Békéscsabai Előre (NB II)         |
| Szolnoki MÁV (NB II)                    | 0–6      | Ferencvárosi TC (NB I)            |
| Debreceni Honvéd (NB III)               | 0–6      | Debreceni VSC (NB IB)             |
| Mátészalkai MEDOSZ (megye I)            | 0–1      | Honvéd Asztalos János SE (?)      |
| Gyöngyösi Spartacus (NB III)            | 0–1      | Egercsehi Bányász (NB III)        |
| Felsőzsolcai MEDOSZ (megye I)           | 0–2      | Honvéd Papp József SE (megye I)   |
| Tiszaszederkény (megye I)               | 0–1      | Debreceni Kinizsi (megye I)       |
| Pilisi SK (megye II)                    | 1–11     | MTK (NB I)                        |
| Salgótarjáni Zománcgyár (megye I)       | 0–6      | Salgótarjáni BTC (NB IB)          |
| Bagi TSZ SK (megye I)                   | 0–1      | Nagybátonyi Bányász (NB II)       |
| Kiskunfélegyházi Vasas (megye I)        | 5–0      | Szegedi Építők (NB III)           |
| Sörgyár (Budapest I)                    | 1–4      | Nagykőrösi Kinizsi (NB III)       |
| Honvéd Budai Nagy Antal SE (Budapest I) | 0–0      | Székesfehérvári VT (NB IB)        |
| Erzsébeti Spartacus (Budapest I)        | 3–2      | Goldberger (NB III)               |
| Telefongyár (Budapest I)                | 1–3      | Ikarus (NB III)                   |
| Erdért SK (Budapest I)                  | 3–1      | Újlaki FC (NB III)                |
| Testvériség SE (Budapest I)             | 0–0      | Ganz-MÁVAG (NB IB)                |
| Vasas Izzó (NB II)                      | 1–1      | Láng SK (NB IB)                   |
| 1964. ?                                 |          |                                   |
| Szombathelyi Postás (megye I)           | ?–?      | Szombathelyi Cipőgyár (?)         |

### 4. forduló
Hivatalos játéknap: 1964. augusztus 12.
| 1. csapat                               | Eredmény | 2. csapat                   |
| --------------------------------------- | -------- | --------------------------- |
| 1964. augusztus 12.                     |          |                             |
| Pécsi Ércbányász (megye I)              | 0–0      | Zalaegerszegi TE (NB II)    |
| Zalaegerszegi Dózsa (NB II)             | 2–3      | Győri ETO (NB I)            |
| Bonyhádi Vasas (megye I)                | 0–7      | Kaposvári Honvéd (NB II)    |
| Szombathelyi Postás (megye I)           | 0–5      | Dorogi Bányász (NB I)       |
| Honvéd Papp József SE (megye II)        | 2–0      | Egercsehi Bányász (NB III)  |
| Honvéd Asztalos János SE (?)            | 0–3      | Debreceni VSC (NB IB)       |
| Debreceni Kinizsi (megye I)             | 1–1      | Békéscsabai Előre (NB II)   |
| Nagykőrösi Kinizsi (NB III)             | 0–5      | Ferencvárosi TC (NB I)      |
| Újszegedi TC (NB III)                   | 2–2      | Vasas Izzó (NB II)          |
| Ikarus (NB III)                         | 1–6      | Csepel SC (NB I)            |
| Honvéd Budai Nagy Antal SE (Budapest I) | 1–0      | Nagybátonyi Bányász (NB II) |
| Székesfehérvári MÁV Előre (NB II)       | 1–4      | Bp. Honvéd (NB I)           |
| Testvériség SE (Budapest I)             | 1–1      | Salgótarjáni BTC (NB IB)    |
| Kiskunfélegyházi Vasas (megye I)        | 2–2      | MTK (NB I)                  |
| Erdért SK (Budapest I)                  | 1–2      | Oroszlányi Bányász (NB IB)  |
| Erzsébeti Spartacus (Budapest I)        | 0–6      | Vasas SC (NB I)             |

### 5. forduló
| 1. csapat                               | Eredmény | 2. csapat                        |
| --------------------------------------- | -------- | -------------------------------- |
|                                         |          |                                  |
| Pécsi Ércbányász (megye I)              | 3–6      | Győri ETO (NB I)                 |
| Kaposvári Honvéd (NB II)                | 4–5      | Dorogi Bányász (NB I)            |
| Honvéd Papp József SE (megye II)        | 2–2      | Debreceni VSC (NB IB)            |
| Debreceni Kinizsi (megye I)             | 1–5      | Ferencvárosi TC (NB I)           |
| Újszegedi TC (NB III)                   | 0–0      | Csepel SC (NB I)                 |
| Honvéd Budai Nagy Antal SE (Budapest I) | 0–4      | Bp. Honvéd (NB I)                |
| Testvériség SE (Budapest I)             | 2–0      | Kiskunfélegyházi Vasas (megye I) |
| Oroszlányi Bányász (NB IB)              | 1–3      | Vasas SC (NB I)                  |

### Negyeddöntők
| 1964. szeptember 9. 16:00 |

| Testvériség SE | 1–0   | Vasas SC |
| -------------- | ----- | -------- |
| Balla 52'      | (0–0) |          |

| Pestújhely, Budapest Nézőszám: 3 000 Játékvezető: Petri |

| 1964. szeptember 19. 14:30 |

| Honvéd Papp József SE | 2–5   | Ferencvárosi TC                       |
| --------------------- | ----- | ------------------------------------- |
| Harangi 14' 34'       | (2–2) | Fenyvesi J. 4' 20' 75' Albert 46' 74' |

| Miskolc Nézőszám: 12 000 Játékvezető: Bircsák |

| 1964. szeptember 19. 15:30 |

| Újszegedi TC | 0–2   | Bp. Honvéd          |
| ------------ | ----- | ------------------- |
|              | (0–1) | Komora 30' Tóth 53' |

| Újszeged Nézőszám: 5 000 Játékvezető: Gere |

| 1964. szeptember 19. 15:30 |

| Győri ETO  | 1–0   | Dorogi Bányász |
| ---------- | ----- | -------------- |
| Korsós 24' | (0–0) |                |

| Győr Nézőszám: 3 500 Játékvezető: Balla Gy. |

### Elődöntők
| 1964. november 1. 11:00 |

| Testvériség SE | 0–3   | Bp. Honvéd                       |
| -------------- | ----- | -------------------------------- |
|                | (0–1) | Tóth 7' 68' Rónai A. 57' (öngól) |

| Pestújhely, Budapest Nézőszám: 8 000 Játékvezető: Borzási |

| 1964. november 1. 14:00 |

| Győri ETO                                   | 2–0 (h. u.) | Ferencvárosi TC |
| ------------------------------------------- | ----------- | --------------- |
| Győrfi 98' Horváth 105' (öngól) Győrfi 106′ | (0–0)       | Juhász 95′      |

| Győr Nézőszám: 8 000 Játékvezető: Farkas |

### 3. helyért
| 1964. november 7. |

| Testvériség SE        | 1–6   | Ferencvárosi TC                                             |
| --------------------- | ----- | ----------------------------------------------------------- |
| Halász 60' (11-esből) | (0–2) | Albert 37' 66' 70' (11-esből) Friedmanszky 1' 63' Varga 61' |

| Hungária körút, Budapest Nézőszám: 4 000 Játékvezető: Müncz |

### Döntő
| 1964. november 7. |

| Bp. Honvéd | 1–0             | Győri ETO |
| ---------- | --------------- | --------- |
| Komora 15' | (1–0) Részletek |           |

| Népstadion, Budapest Nézőszám: 8000 Játékvezető: Balla Gy. Asszisztensek: Horváth L., Katona |

A Bp. Honvéd kupában szerepelt játékosai: Takács Béla, Fónyad Péter – Balogh Károly, Dudás Zoltán, Katona Sándor, Komora Imre, Kristály, Marosi László, Mihalecz Boldizsár, Nagy Antal, Nagy György, Nógrádi Ferenc, Posch Ferenc, Sima Ferenc, Sipos Ferenc, Tichy Lajos, Tóth Kálmán, Vági István